# 1958년 FIFA 월드컵 예선
1958년 FIFA 월드컵 예선은 1958년 FIFA 월드컵 참가국을 선정하기 위해 진행된 예선 대회이다. 총 56개국이 참가를 신청하였는데, 16장의 본선 진출권 가운데 스웨덴이 개최국 자격으로 자동 진출하였고, 서독이 지난 대회 우승 팀 자격으로 자동 진출하여, 14장의 진출권을 놓고 예선을 치렀다.
1958년 FIFA 월드컵에 출전하게 될 14개의 티켓은 배분은 아래와 같이 이루어졌다.
- 유럽 (UEFA) : 11장 (27개 팀), 9장 (본선 직행) + 1장 (개최국 스웨덴) + 1장 (전년도 우승 팀 서독)
- 남아메리카 (CONMEBOL) : 3장 (9개 팀)
- 북아메리카 (CONCACAF) : 1장 (6개 팀)
- 아시아 및 아프리카 (AFC/CAF) : 1장 (12개 팀)

그런데 예선이 시작된 이후에 아시아·아프리카 지역 예선에서는 이스라엘과 맞붙을 예정이던 팀들이 모두 기권하는 바람에 이스라엘이 예선 경기를 1경기도 치르지 않는 문제가 발생하였다. 종전의 규정대로라면 이스라엘이 자동으로 본선에 진출할 수 있는 상황이었지만 국제 축구 연맹(FIFA)은 이 대회 예선부터 개최국과 전 대회 우승국을 제외한 국가대표팀은 최소 1경기 이상 예선을 치르고 올라오도록 규정을 개정하였다.
FIFA는 대륙별로 배정되었던 티켓 수를 조정하여 유럽 11.5장, 아시아 및 아프리카 0.5장으로 다시 배정하여 아시아·아프리카 지역 예선 승자는 유럽 지역 예선에서 각 조 2위를 차지한 팀들 가운데 무작위 추첨을 통해 결정된 1개 팀과 대륙간 플레이오프를 치르도록 결정하였다. 추첨 결과 웨일스가 대륙간 플레이오프 참가 팀으로 결정되었다.

## 지역 예선
- 유럽 (UEFA)

1조 - 잉글랜드 본선 진출.
2조 - 프랑스 본선 진출.
3조 - 헝가리 본선 진출.
4조 - 체코슬로바키아 본선 진출. 웨일스는 후에 이스라엘과의 대륙간 플레이오프에 진출.
5조 - 오스트리아 본선 진출.
6조 - 소련 본선 진출.
7조 - 유고슬라비아 본선 진출.
8조 - 북아일랜드 본선 진출.
9조 - 스코틀랜드 본선 진출.
- 남미 (CONMEBOL)

1조 - 베네수엘라 기권. 브라질 본선 진출.
2조 - 아르헨티나 본선 진출.
3조 - 파라과이 본선 진출.
- 북중미카리브 (CONCACAF)

1차 예선
1조 - 멕시코 최종 예선 진출.
2조 - 코스타리카 최종 예선 진출.
최종 예선
멕시코 본선 진출.
- 아시아 (AFC)·아프리카 (CAF)

대한민국과 에티오피아는 FIFA로부터 출전금지. 대한민국의 출전금지 사유는 참가 신청서 분실로 인한 불참.
예비 예선
중화민국(타이완)의 기권으로 인도네시아 가 자동으로 1차 예선 진출.
1차 예선
1조
인도네시아가 중화인민공화국과 1승 1패 후 3차전에서도 0-0으로 끝나자 1점 득점 우세로 2차 예선 진출.
2조
터키의 기권으로 이스라엘 이 자동으로 2차 예선 진출.
3조
키프로스의 기권으로 이집트 가 자동으로 2차 예선 진출.
4조
수단 2차 예선 진출.
2차 예선
인도네시아의 기권으로 이스라엘 이 자동으로 최종 예선 진출.
이집트의 기권으로 수단 이 자동으로 최종 예선 진출.
최종 예선
수단의 기권으로 이스라엘 이 자동으로 대륙간 플레이오프에 진출.
- 대륙간 플레이오프

웨일스 본선 진출.

## 본선 진출국
| 팀             | 참가 자격                            | 본선 진출 확정일 | 통산 출전 횟수 | 마지막 진출 | 연속 진출 횟수 | 역대 최고 성적               |
| -------------- | ------------------------------------ | ---------------- | -------------- | ----------- | -------------- | ---------------------------- |
| 스웨덴(H)      | 개최국                               | 1950년 6월 23일  | 4              | 1950        | 1              | 3위 (1950)                   |
| 서독(C)        | 1954년 FIFA 월드컵 우승              | 1954년 7월 4일   | 4              | 1954        | 2              | 우승 (1954)                  |
| 브라질         | 남미 예선 1조 1위                    | 1957년 4월 21일  | 6              | 1954        | 6              | 준우승 (1950)                |
| 잉글랜드       | 유럽 예선 1조 1위                    | 1957년 5월 19일  | 3              | 1954        | 3              | 8강 (1954)                   |
| 파라과이       | 남미 예선 3조 1위                    | 1957년 7월 14일  | 3              | 1950        | 1              | 조별 리그 (1930, 1950)       |
| 오스트리아     | 유럽 예선 5조 1위                    | 1957년 9월 29일  | 3              | 1954        | 2              | 3위 (1954)                   |
| 프랑스         | 유럽 예선 2조 1위                    | 1957년 10월 27일 | 5              | 1954        | 2              | 8강 (1938)                   |
| 체코슬로바키아 | 유럽 예선 4조 1위                    | 1957년 10월 27일 | 4              | 1954        | 2              | 준우승 (1934)                |
| 아르헨티나     | 남미 예선 2조 1위                    | 1957년 10월 27일 | 3              | 1934        | 1              | 준우승 (1930)                |
| 멕시코         | 북중미 최종 예선 승자                | 1957년 10월 27일 | 4              | 1954        | 3              | 조별 리그 (1930, 1950, 1954) |
| 스코틀랜드     | 유럽 예선 9조 1위                    | 1957년 11월 6일  | 2              | 1954        | 2              | 준우승 (1954, 1958)          |
| 헝가리         | 유럽 예선 3조 1위                    | 1957년 11월 10일 | 4              | 1954        | 2              | 준우승 (1938, 1954)          |
| 유고슬라비아   | 유럽 예선 7조 1위                    | 1957년 11월 17일 | 4              | 1954        | 3              | 4위 (1930)                   |
| 소련           | 유럽 예선 6조 1위                    | 1957년 11월 24일 | 1              | 첫 출전     | 1              | 첫 출전                      |
| 북아일랜드     | 유럽 예선 8조 1위                    | 1958년 1월 15일  | 1              | 첫 출전     | 1              | 첫 출전                      |
| 웨일스         | 아시아·아프리카-유럽 플레이오프 승자 | 1958년 2월 5일   | 1              | 첫 출전     | 1              | 첫 출전                      |

- (H) - 개최국으로서 자동 진출

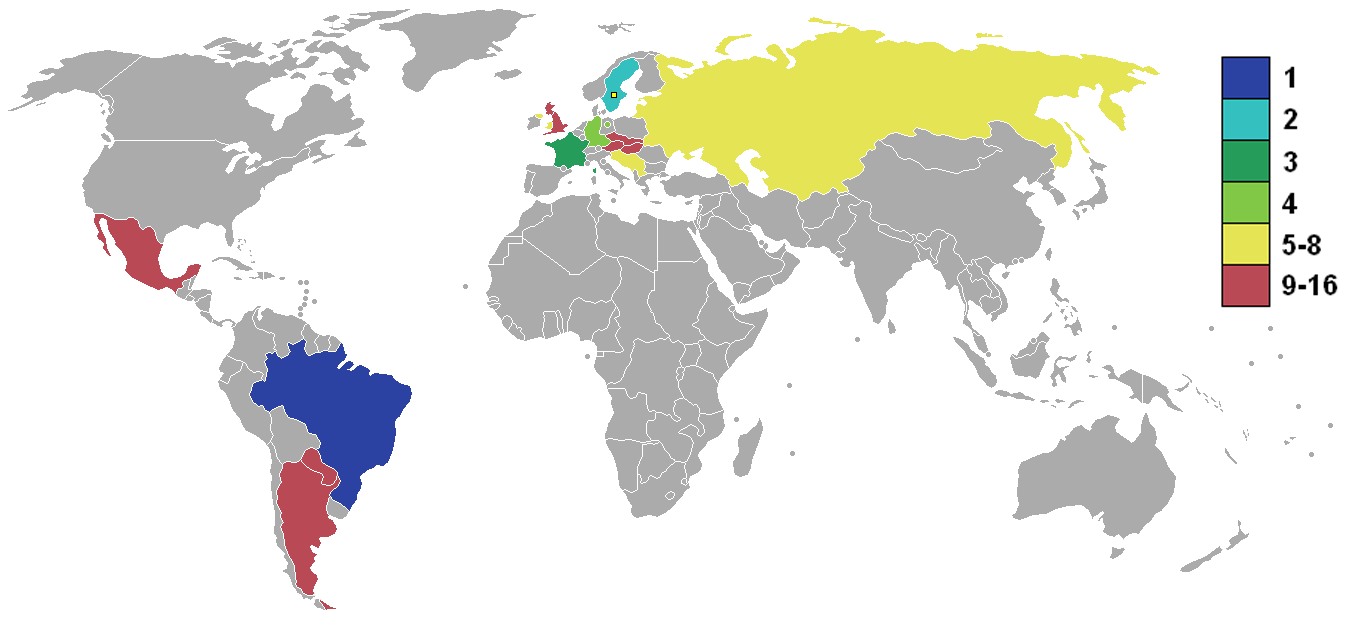
1958년 FIFA 월드컵 예선

- (C) - 1954년 FIFA 월드컵 우승 팀으로서 자동 진출